# Wasmod van Kemme

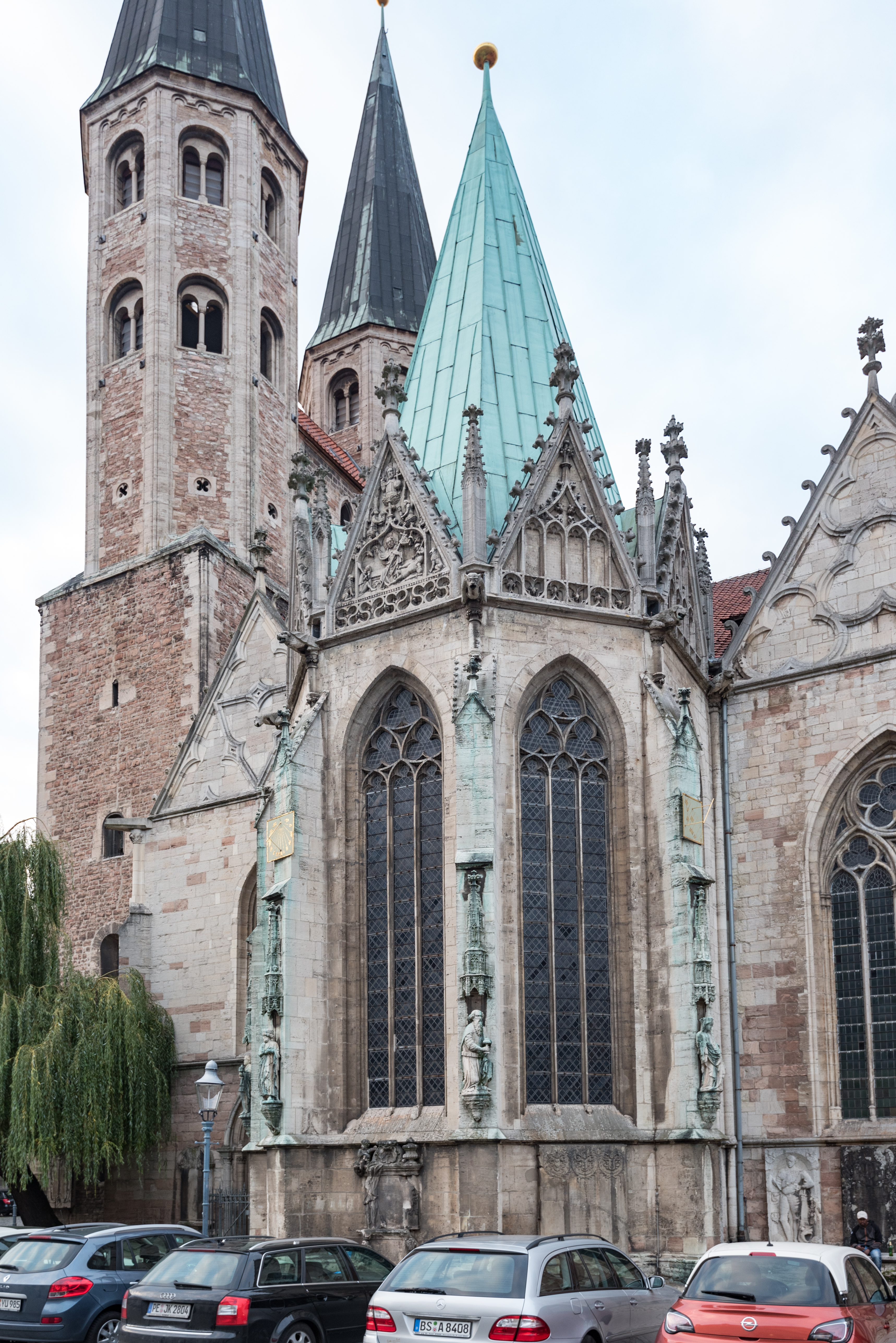
Annenkapelle der Braunschweiger Pfarrkirche St. Martini (2017), 1434 gestiftet von Wasmod van Kemme

Wasmod van Kemme, auch Wasmod von Kemme (bezeugt von 1400 bis 1439) war ein Braunschweiger Ratsherr, Kaufmann und Stifter der Annenkapelle von St. Martini.

## Leben
Wasmod van Kemme war der Sohn des Braunschweiger Kaufmanns Henning van Kemme, der für das Jahr 1374 als Ratsherr der Altstadt bezeugt ist, und dessen Ehefrau Ilse in dem Winkel, Tochter des Wasmod. Die Familie des Vaters ist seit 1336 in Braunschweig nachweisbar und stammte mutmaßlich aus dem Ort Kemme, heute zu Schellerten eingemeindet, im Hochstift Hildesheim. Wasmod ist 1401 als Gewandschneider nachweisbar. Er wohnte in Braunschweig in der Schützenstraße und nachfolgend in der Breiten Straße. Wasmod war von 1412 bis 1433 Provisor der Auctorskapelle des Altstadtrathauses und von 1417 bis 1418 Provisor des St. Thomae-Hospitals. Das Amt eines Ratsherrn der Altstadt bekleidete er von 1420 bis 1425.
Das Sterbejahr Wasmods van Kemme ist nicht überliefert. In seinem Testament aus dem Jahr 1439 traf er mehrere Anweisungen zugunsten der Annenkapelle. Er war verheiratet mit Gerburg van Broitzem und hinterließ zwei Töchter, von denen eine 1424 in die Familie Hantelmann eingeheiratet hatte.

## Die Annenkapelle
Im Jahr 1434 stifteten Wasmod und seine Ehefrau die Annenkapelle an der Südseite der Stadtpfarrkirche St. Martini. Sie statteten die Kapelle mit Einnahmen aus Grundbesitz in Lebenstedt aus, den sie zuvor vom Hildesheimer Moritzstift erworben hatten. Dazu kam eine Rente von 200 rheinischen Gulden und 52 ½ Mark. 1436 oder 1437 war der Bau so weit fertiggestellt, dass er geweiht werden konnte. Im Jahr 1438 erteilte der Hildesheimer Bischof Magnus in einer Urkunde die Erlaubnis, die Wände der schon geweihten Kapelle zu durchbrechen, um diese weiter auszubauen. Die Kapelle war offenbar zunächst der Jungfrau Maria und den Heiligen Drei Königen gewidmet, wobei es während der Bauzeit zu einer Erweiterung kam. Laut einer Urkunde der Witwe Gerburg von Broitzem aus dem Jahr 1460 wurde der Altar der Dreieinigkeit, der heiligen Anna, den Heiligen Drei Königen und weiteren Heiligen geweiht. In dieser Urkunde erneuerte die Witwe die Dotierung der Kapelle.
Die Annenkapelle wurde in Form eines 5/8 Chores an das zweite Joch des südlichen Seitenschiffs der Martinikirche angebaut und durch einen hohen Schildbogen ganz zur Halle geöffnet. Der Bau ist durch die Gewölbeform und das steile Zeltdach zentralbauartig konzipiert. Die Annenkapelle zeichnet sich durch einen Reichtum an Skulpturen aus, die im Innern auf unterschiedlichen Ebenen angeordnet sind. In Höhe der Fensterzone befinden sich sechs nahezu lebensgroße, auf Einzelkonsolen stehende Figuren Marias, der Heiligen Drei Könige sowie Joachims und Annas, der Eltern Marias. In den Arkaden über den 1438 nachträglich eingebauten Sitznischen stehen 24 Skulpturen von Christus und Maria sowie den zwölf Aposteln, weiteren Heiligen und Patronen der Kapelle.
Das ursprünglich hohe Spitzdach der Kapelle wurde 1821 durch ein kuppelartiges Dach nach einem Entwurf von Peter Joseph Krahe ersetzt. Restaurierungen erfolgten 1841 und 1897–1899 (Einrichtung als Taufkapelle) sowie 1959 nach der Zerstörung im Zweiten Weltkrieg. Die Kapelle erhielt nun wieder ein spitzes Helmdach. Das Äußere der gesamten Martinikirche wurde 1975 bis 1977 restauriert.